# Stela Posavec
Stela Posavec (Čakovec, 26. kolovoza 1996.), hrvatska rukometašica članica Lokomotive iz Zagreba. Igra na mjestu srednje vanjske.

## Karijera
Stela je iz Strahoninca, sela u okolici Čakovca.  Trenutna je igračica Lokomotive. Prije Lokomotive igrala je u čakovečkom Zrinskom. S Lokomotivom je u sezoni 2016./17. osvojila EHF Challenge Cup. Nastupala je za Hrvatsku na dva Europska prvenstva 2018. u Francuskoj i 2020. u Danskoj i na jednom Svjetskom prvenstvu i to 2021. u Španjolskoj. Ima sestru blizanku Paulu koja je također rukometašica.